# 아가와촌 (니가타현)
아가와촌(揚川村)은 니가타현 히가시칸바라군에 설치되었던 촌이다. 현재의 아가정에 해당한다.